# Septemvri
Septemvri (bulharsky Септември, dříve Загорово, Саръханбей, pak Сарамбей a od roku 1934 do roku 1949 Сараньово) je město v Pazardžické oblasti v Bulharsku, které se nachází na západním konci Hornothrácké nížiny, 19 km západně od města Pazardžik a poblíž řeky Marica. Jde o správní středisko stejnojmenné obštiny a má přibližně 8 100 obyvatel.

## Historie
Lokalita byla osídlena již v antických dobách, například severně od dnešního města Septemvri na levém břehu řeky Marice se nacházela důležitá řecká obchodní osada Pistiros. Budoucí Septemvri vzniklo na místě římského sídliště a bulharské osady, která byla zničena ve 14. století nájezdem Turků.

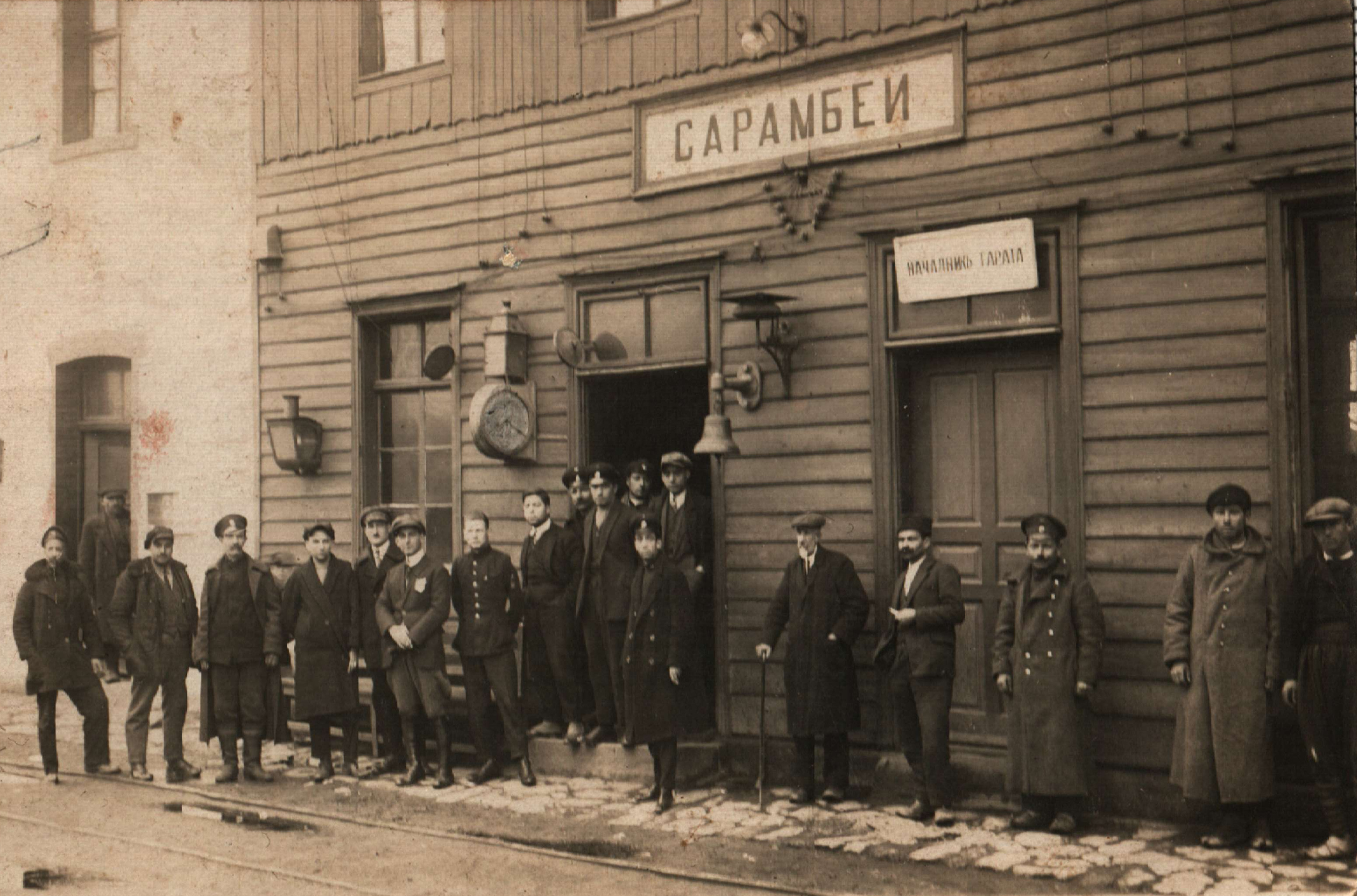
Historický snímek železniční stanice Sarambej (Сарамбей)

Septemvri se vyvinulo v typické železniční město díky vybudování železniční trati do Cařihradu po roce 1873. Roku 1945 byla odtud vybudována úzkokolejná trať vedoucí na jih do města Dobrinište v blízkém pohoří Rodopy.
Na Septemvri byla obec Saranovo přejmenována v roce 1949 na paměť ozbrojeného Zářijového povstání (bulharsky Септемврийско въстание), zorganizovaného Bulharskou komunistickou stranou proti vládě Alexandra Cankova v září roku 1923. V roce 1956 byly sloučeny obce Septemvri a Gara Septemvri (Гара Септември, v překladu Stanice či Nádraží Septemvri). Status města získalo Septemvri až 7. září 1964 na základě výnosu Prezidia Národního shromáždění Bulharské lidové republiky.

## Obyvatelstvo
K 15. září 2024 ve městě žilo 8 083 obyvatel a bylo zde trvale hlášeno 8 592 obyvatel. Podle sčítání 1. února 2011 bylo národnostní složení následující:
- Bulhaři: 5 659 (76.0 %)
- Romové: 1 721 (23.1 %)
- Turci: 12 (0.2 %)
- ostatní[p 2]: 51 (0.7 %)

## Archeologické nálezy
V blízkosti města v katastru obce Vetren byly nalezeny čtyři thrácké mohyly. Poblíž stál i řecký emporion Pistiros, který byl zničen ve 4. století př. n. l. nájezdem Keltů, a římská stanice. V současné době na místě bývalého emporia probíhají vykopávky bulharské akademie věd a Ústavu pro klasickou archeologii Univerzity Karlovy.
V centru Septemvri se nachází archeologické muzeum profesora Mečislava Domaradzkého, který dlouhá léta vedl vykopávky emporia Pistiros. Zde jsou také shromážděny všechny archeologické nálezy.